# Honda Civic (eerste generatie)

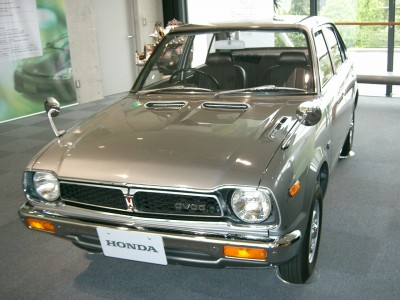
Honda Civic van de eerste generatie

De eerste generatie Honda Civic werd geïntroduceerd op 12 juli 1972 in Japan, en werd geproduceerd tot juni 1979. Het model werd aanvankelijk geproduceerd als tweedeurs hatchback. De eerste generatie Honda Civic was in 1974 de meest brandstofefficiënte auto volgens de Amerikaanse Environmental Protection Agency.

## Ontwikkeling
Het begin van de ontwikkeling van de Honda Civic vond plaats in de zomer van 1970, in Honda's Wako R&D Center. Twee teams werden gevormd met elk tien leden: een team geleid door Hiroshi Kizawa dat bestond uit ervaren ingenieurs met een leeftijd van eind 30, en een team bestaande uit jongere ingenieurs met een leeftijd van 20 tot begin 30 jaar. De teams werkten onafhankelijk van elkaar om zo competitie te bewerkstelligen en desondanks een gezamenlijk doel te behouden. De teams kwamen met twee bijna gelijke concepten, met slechts verschillen in detail: "een auto van wereldklasse, welke licht, snel en compact is."
Gekozen werd voor een FF-layout (de motor voorin geplaatst en met voorwielaandrijving) met two box-design, en brak daarmee de norm van de tradionele Japanse FR-layout (motor voorin geplaatst en met achterwielaandrijving) en three box-design (sedan). Daarnaast werd als doelstelling een 1200 cc motor en een maximaal totaal gewicht van 600 kilogram gesteld. Dit doel was moeilijk haalbaar, omdat eerdere modellen met vergelijkbare eigenschappen zwaarder waren of motoren hadden met een kleiner slagvolume. Om een lager totaal gewicht te bereiken werd geëxperimenteerd met het dunner maken van het plaatstaal met tussenstappen van 0,1 mm; kennis opgedaan door ingenieurs tijdens de Tweede Wereldoorlog die werkten met Mitsubishi A6M Zero gevechtsvliegtuigen. Het uiteindelijke gewicht werd vastgesteld op 680 kilogram.
Mamoru Sakata was hoofdverantwoordelijke voor het ontwerp van de wielophanging. De gewichtsreductie van het voertuig leidde tot een gebrek aan structurele integriteit. Dit probleem zou opgelost kunnen worden door het kiezen van een starre achterwielophanging. Echter ontwierp Sakata een volledig onafhankelijk systeem waarbij elk wiel onafhankelijk kon bewegen, en de carrosserie toch voldoende sterk was. De interieurruimte werd door deze beslissing ook vergroot, omdat een metalen as ontbrak. Daarnaast komt een onafhankelijke wielophanging het rijgedrag, balans en comfort ten goede. Soichiro Honda was tegen Sakata's ontwerpkeuze, maar werd overtuigd door onder meer Kiyoshi Kawashima (later hoofd van Honda R&D).
Japan's People’s Car Program bewoog begin jaren '70 autofabrikanten om personenvoertuigen te produceren waarvan het oppervlak niet groter was dan vijf vierkante meter. De aanvankelijk dimensies werden regelmatig herzien om de FF-layout en 1200 cc motor de ruimte te bieden. Daarnaast is de Civic getekend op de contouren van de Honda Life. Echter werden de carrosserievorm en afmetingen veelvuldig aangepast. Om te voorkomen dat de Civic een vreemd profiel kreeg ontstond een driedeurs hatchback met een trapeziumvormig profiel. In Japan was het (en is het tot op heden nog steeds) conventie om traditionele sedans te ontwerpen. Binnen het bedrijf werd het ontwerp aanvankelijk negatief ontvangen. Yoshihide Munekuni, algemeen directeur van een verkoopkantoor te Kagoshima, zou gevraagd hebben waar deze 'derde deur' eigenlijk zit.

## Motoren
De eerste generatie was leverbaar met verschillende motoren, afhankelijk van de gekozen uitvoering. Ten tijde van introductie werd de Civic geleverd met de 1169 cm³ EB1 benzinemotor. Vanaf oktober 1974 was de 1200 RS uitvoering leverbaar, welke beschikte over dezelfde EB1 motor met aanpassingen om meer vermogen en koppel te genereren.

### CVCC

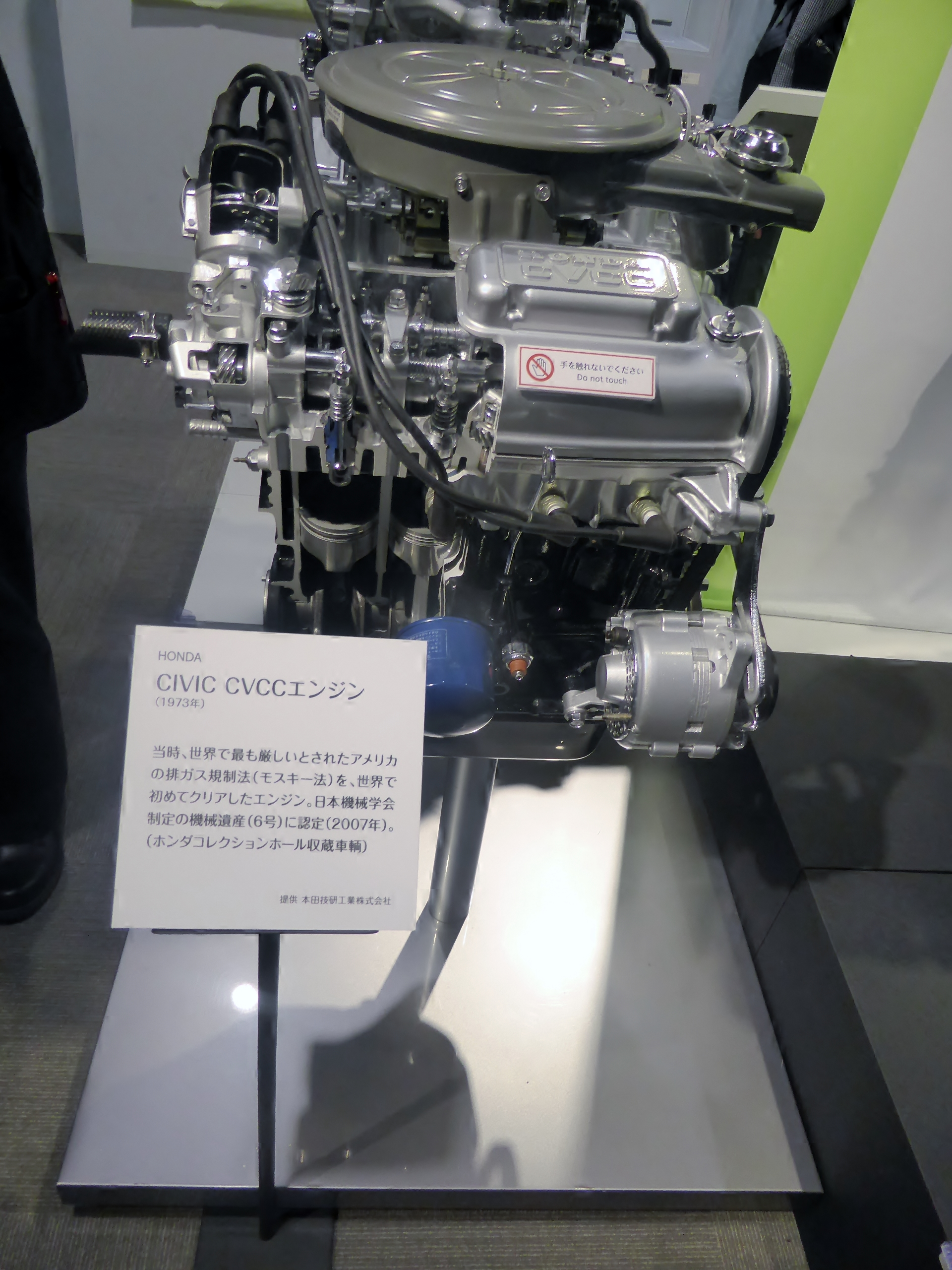
1488 cm³ ED motor met CVCC-technologie

Op 13 december 1973 werd CVCC-technologie geïntroduceerd op de Honda Civic 1500 CVCC, met de 1488 cm³ (1,5 liter) ED1 motor in Japan. Daarnaast werd ook het vierdeurs model gelanceerd. Motoren met CVCC-technologie beschikken over een voorkamer waarin een relatief arm brandstofmengsel wordt ingespoten, waarna het een deel van de schadelijke emissies reduceert door deze (meer) volledig te verbranden. Verkoop van Civic modellen met CVCC in de Verenigde Staten begon vanaf 1975. CVCC motoren in de Civic waren voldoende efficiënt dat deze motoren geen katalysator benodigd hadden om te voldoen aan de daar geldende milieueisen. Daarnaast kan een CVCC motor functioneren op zowel gelode als ongelode benzine. Dit gaf Honda een goede concurrentiepositie, omdat vanaf 1975 alle Amerikaanse benzinestations verplicht waren om ongelode benzine aan te bieden, en bepaalde concurrerende autofabrikanten ongelode benzine vereisten voor hun motoren. Niet alle benzinestations waren direct in staat om ongelode benzine te verkopen, waardoor de 'flexibele' Civic hun eigenaren dit gemak bood.
Richard Gerstenberg, toenmalig voorzitter van de Raad van Bestuur van General Motors, maakte een neerbuigende opmerking naar Soichiro Honda over zijn revolutionaire CVCC-technologie: "Well, I have looked at this design, and while it might work on some little toy motorcycle engine…I see no potential for it on one of our GM car engines." Honda wilde hem zijn ongelijk bewijzen en liet een 1973 Chevrolet Impala met een 5,7 liter 350 CID Chevrolet V8-motor verschepen naar Japan om daar deze uit te rusten met CVCC-technologie. De cilinderkoppen en inlaatspruitstukken werden vervangen door unieke exemplaren met voorkamers. Vervolgens liet hij deze auto met gemodificeerde motor testen door de Environmental Protection Agency. De originele motor kon niet de strengere emissie-eisen van 1975 voldoen, maar haalde deze wel met de door Honda uitgevoerde modificaties.
Op 20 augustus 1975 werd de originele 1,2 liter EB1 motor van de Civic 1200 vervangen door de 1237 cm³ EE motor met CVCC-technologie met drie kleppen per cilinder.
In juni 1978 werd de EE motor vervangen door de 1335 cm³ EJ motor met CVCC-technologie.

## Modellen en uitvoeringen

### Civic 1200 (SB1)
De eerste generatie Honda Civic kwam in juli 1972 beschikbaar in Japan als Civic 1200, verwijzend naar de cilinderinhoud. Dit model wordt aangedreven door de watergekoelde 1169 cm³ EB1 viercilinder benzinemotor. Deze motor is voorzien van een Keihin carburateur. Dit model kwam met een handgeschakelde transmissie met vier versnellingen.

### Civic 1500 (SF)
In december 1973 werd de vierdeurs fastback geïntroduceerd. Deze was alleen leverbaar met 1,5 liter motor.

### Civic 1200 RS (SB1 RS)

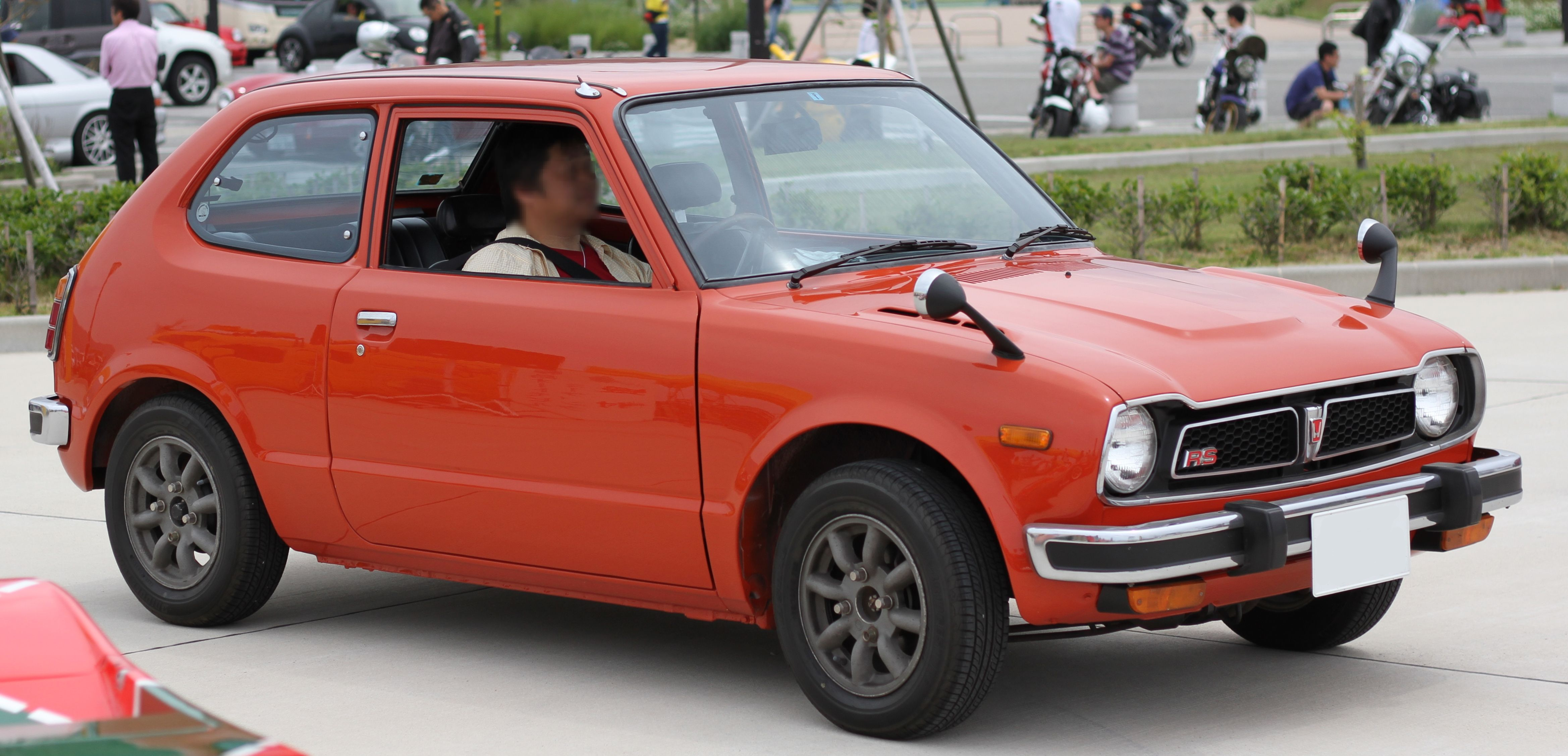
Honda Civic RS

In oktober 1974 kwam in Japan de krachtigere Civic 1200 RS (Road Sailing) op de markt. Dit model kwam met een handgeschakelde transmissie met vijf versnellingen. De motor werd ook voorzien van een aangepast inlaat- en uitlaattraject, agressievere nokkenas, hogere compressieverhouding en dubbele Keihin carburateur. Verder kreeg het model stijvere schroefveren en schokdempers.

### Civic Van (H-VB)

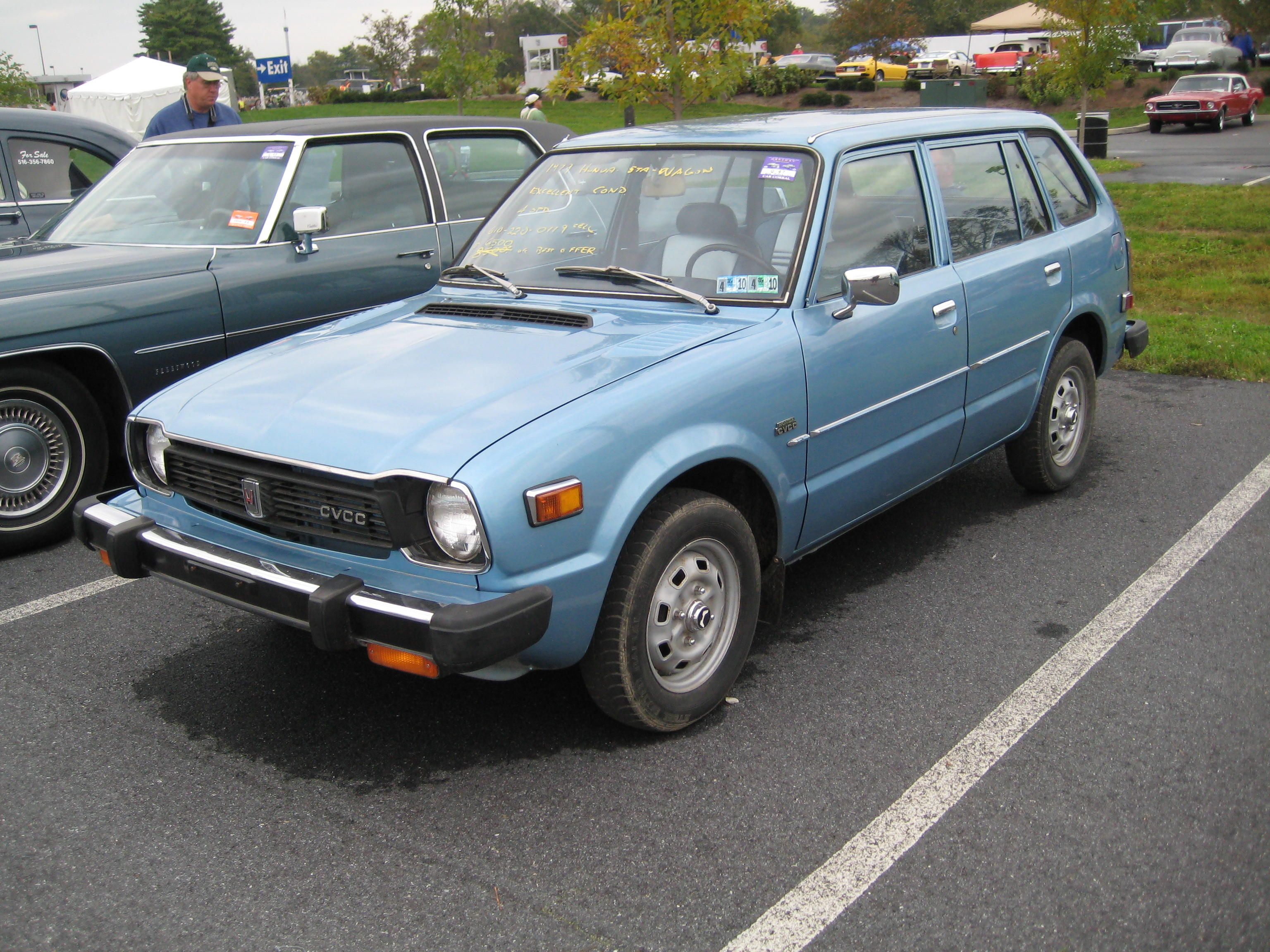
1978 Honda Civic Van/Wagon, met CVCC motor

De Civic Van is een vijfdeurs stationwagen-uitvoering welke is afgeleid van de eerste generatie Civic. Dit model werd geïntroduceerd in november 1974. Dit model heeft een langere wielbasis en is 33 centimeter langer dan de eerste generatie Civic. Aanvankelijk was dit model leverbaar met de 1488 cm³ (1,5 liter) EC viercilinder benzinemotor, later met schonere CVCC motoren. De Civic Van beschikt over een achterwielophanging met bladveren in plaats van de onafhankelijke wielophanging van de standaard Civic.

### Civic 1500 RSL (SG)
In augustus 1975 werd de Civic 1500 RSL geïntroduceerd in Japan als opvolger van de 1200 RS. Dit model is uitgerust met de 1488 cm³ ED motor met CVCC-technologie. Dit model heeft een maximaal vermogen van 53,5 kW (73 pk) bij 5500 tpm en een maximaal koppel van 106 Nm bij 2500 tpm.

## Roest
De eerste generatie Honda Civic was berucht voor (vroegtijdige) corrosie van de voorschermen, voorste reactiearmen van de wielophanging, subframe en onderste dragers van de schroefveren. In de Verenigde Staten maakte de Federal Trade Commission op 31 juli 1981 bekend dat de Amerikaanse importeur van Honda voertuigen, American Honda Motor Company, de verroeste voorschermen van Civic en Accord-modellen geproduceerd tussen 1975 en 1978 wilde gaan herstellen of eigenaren ervan wilde compenseren. Een ontwerpfout van de voorschermen maakte het mogelijk voor vuil, vocht en strooizout om te nestelen in de voorschermen en zo binnen korte tijd corrosie te veroorzaken. Na 1978 was deze ontwerpfout ongedaan gemaakt met een verbeterd ontwerp van de voorschermen. Honda moest eigenaren verspreid over 24 staten in de 'zoutbelt' hiervan op de hoogte brengen.